# Ateliers du Furan
Die S.A. des Ateliers du Furan war ein französisches Unternehmen.

## Unternehmensgeschichte
Auguste Dombret gründete 1880 in Saint-Étienne das Unternehmen Dombret & Jussy. Er stellte Gasmotoren, Waffen sowie ab 1888 Fahrräder her. 1898 erfolgt die Umfirmierung in S.A. des Établissements Jussy. Gleichzeitig begann die Produktion von Automobilen. Der Markenname lautete Jussy. 1900 endete die Automobilproduktion. Es bestand eine Verbindung zu Motosacoche. 1906 erfolgte die Umfirmierung in S.A. des Ateliers du Furan. Zwischen 1908 und 1912 entstanden erneut Automobile, die diesmal den Markennamen SAF trugen. 1950 wurde das Unternehmen aufgelöst.

## Fahrzeuge

### Automobile mit Markenname Jussy
Das einzige Modell war ein Kleinwagen. Für den Antrieb sorgte ein Einzylindermotor. Als weiteres technisches Detail ist die Glührohrzündung überliefert.

### Automobile mit Markenname SAF
Im Angebot stand ein Dreirad, bei dem sich das einzelne Rad hinten befand. Für den Antrieb sorgte ein wassergekühlter Einzylindermotor mit 499 cm³ Hubraum mit einer Bohrung von 84 mm und einem Hub von 90 mm und 4,5 PS Leistung, der unter dem Fahrersitz montiert war und über eine Kette das Hinterrad antrieb. Das Fahrzeug bot zwei Personen hintereinander Platz.